# Spinicrus thrypticum
Spinicrus thrypticum is een hooiwagen uit de familie Monoscutidae.